# Suzuki GSF 1250 Bandit

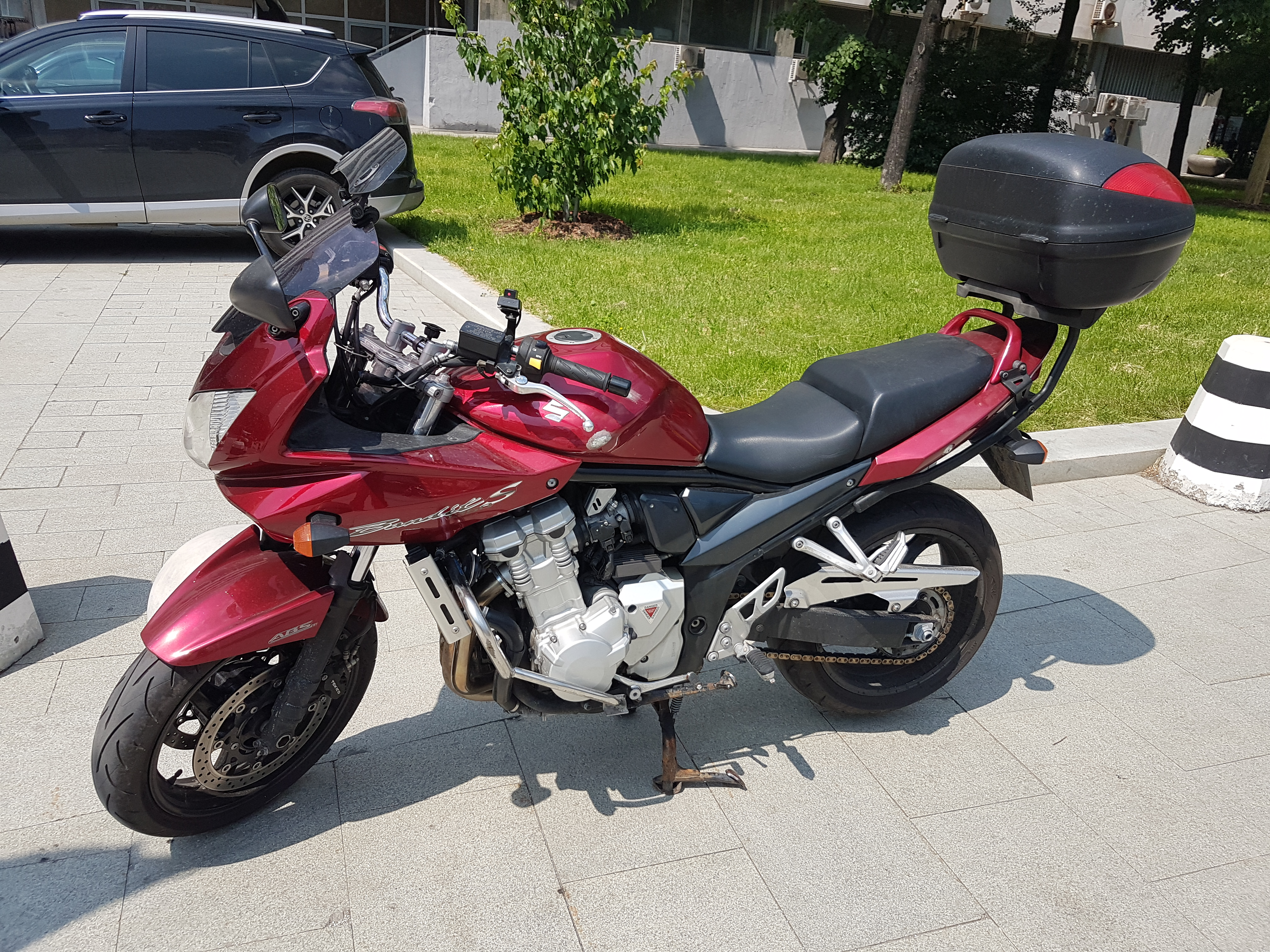
Мотоцикл Suzuki Bandit 1250SA

Модель дорожного мотоцикла Suzuki GSF1250 Bandit была представлена в 2007 году в качестве замены Suzuki GSF 1200 Bandit. В отличие от предшественника, модель получила целый ряд технических изменений:
Двигатель. Получил жидкостное охлаждение, второй балансирный вал, инжекторную систему питания и увеличил свой объём с 1157 до 1255 см³. Максимальная мощность осталась на уровне 100 л. с., однако обороты двигателя были снижены, что увеличило крутящий момент на низких оборотах. Тормозная система. Возвращается к 4-поршневым суппортам и наличию версий с ABS. Коробка передач. Вместо старой 5-ступенчатой, модель получает более современную 6-ступенчатую. Топливный бак. Емкость снижается с 20 до 19 л. В 2012 году нейкед-версия без обтекателя (GSF1250) снимается с производства и больше не предлагается дилерами, оставляя на рынке только модификацию с передним обтекателем (GSF1250S).
В 2015 году модель Suzuki GSF1250S Bandit получает небольшое обновление внешнего вида (теперь пластик закрывает радиатор), а в 2016 году снимается с производства.
В 2010 году на общей базе с GSF1250 была предложена спорт-туристическая модификация — Suzuki GSX1250F.

## Модельный ряд серии Suzuki GSF Bandit
- Suzuki GSF250 Bandit
- Suzuki GSF400 Bandit
- Suzuki GSF600 Bandit
- Suzuki GSF650 Bandit
- Suzuki GSF750 Bandit
- Suzuki GSF1200 Bandit
- Suzuki GSF1250 Bandit

## Основные конкуренты Suzuki GSF1250 Bandit в классе
- Honda CB1000R / Honda CBF 1000
- Kawasaki Z1000
- Yamaha FZ1

## Краткая история модели
- 2007 г. — начало производства и продаж.
- 2008 г. — Предлагается также туринговая модификация GSF1250S с фирменной системой кофров.
- 2010 г. — начиная с этого года, модель выпускается с двигателем чёрного цвета.
- 2012 г. — последний год производства нейкед-версии.
- 2015 г. — начиная с этого года, модель выпускается с новым пластиком, закрывающим радиатор.
- 2016 г. — последний год производства.

## Расход топлива
Средний расход топлива на Suzuki GSF 1250 Bandit, по результатам тестов, составляет 6,0 л на 100 км пути. Точное значение зависит от стиля езды.

## Технические характеристики
| Модель                                 | Suzuki GSF1250 Bandit                                                   |
| Тип мотоцикла                          | дорожный (стрит, классик)                                               |
| Год выпуска                            | 2007-2016                                                               |
| Рама                                   | стальная трубчатая                                                      |
| Тип двигателя                          | 4-цилиндровый, 4-тактный, рядный                                        |
| Рабочий объём                          | 1255 см³                                                                |
| Диаметр цилиндра/ход поршня            | 79,0 x 64,0 мм                                                          |
| Степень сжатия                         | 10.5:1                                                                  |
| Охлаждение                             | жидкостное                                                              |
| Количество клапанов на цилиндр         | DOHC, 4 клапана на цилиндр                                              |
| Система подачи топлива                 | Инжектор с SDTV (Suzuki Dual Throttle Valve), 4×36 mm                   |
| Тип зажигания                          | транзисторное                                                           |
| Максимальная мощность                  | 100,0 л. с. (74,0 кВт) при 7500 об/мин                                  |
| Максимальный крутящий момент           | 107,0 Нм (10,9 кг*м) при 3500 об/мин                                    |
| Коробка передач                        | 6-ступенчатая                                                           |
| Тип привода                            | цепь                                                                    |
| Размер передней шины                   | 120/70-ZR17 (58W)                                                       |
| Размер задней шины                     | 180/55-ZR17 (73W)                                                       |
| Передние тормоза                       | 2 диска, 310 мм, 4-поршневые суппорта (GSF1250A, GSF1250SA — ABS)       |
| Задние тормоза                         | 1 диск, 240 мм, 1-поршневой суппорт (GSF1250A, GSF1250SA — ABS)         |
| Передняя подвеска                      | 43 мм телескопическая вилка (регулировка преднатяга), ход — 130 мм      |
| Задняя подвеска                        | маятниковая с моноамортизатором (рег. преднатяга и отбоя), ход — 136 мм |
| Длина мотоцикла                        | 2130 мм                                                                 |
| Ширина мотоцикла                       | 790 мм                                                                  |
| Высота мотоцикла                       | 1095 мм — GSF1250 1235 мм — GSF1250S                                    |
| Колесная база                          | 1485 мм                                                                 |
| Высота по седлу                        | 785/805 мм                                                              |
| Минимальный дорожный просвет (клиренс) | 135 мм                                                                  |
| Разгон до 100 км/ч                     | 3,36 сек                                                                |
| Максимальная скорость                  | 245 км/ч                                                                |
| Емкость бензобака                      | 19,0 л                                                                  |
| Масса мотоцикла (сухая)                | 222 кг — GSF1250 226 кг — GSF1250A 225 кг — GSF1250S 229 кг — GSF1250SA |